# 迪特·瑟比·汉森
迪特·瑟比·汉森（丹麥語：Ditte Søby Hansen，1997年2月3日—），丹麥女子羽毛球運動員。

## 簡歷
迪特·瑟比·汉森自5歲開始隨姐姐丽克·瑟比·汉森在格雷沃市镇打羽毛球，到7歲時開始參加羽毛球比賽，及至12歲時首次入選丹麥國家羽毛球隊。
2014年1月，迪特·瑟比·汉森出戰冰島國際賽，與亚历山大·邦德合作贏得混合雙打比賽冠軍。
2015年3月，迪特·瑟比·汉森代表丹麥參加在波蘭盧賓舉行的歐洲青年羽毛球錦標賽，除了與茱莉·达瓦尔·雅各布森合作赢得女子雙打冠軍外，亦奪得女子單打亞軍和混合團體季軍。同年4月，她出戰克羅地亞羽毛球國際賽，分別與茱莉·芬尼-易普森和亚历山大·邦德合作，赢得女子雙打和混合雙打比賽亞軍。

## 主要比賽成績
只列出曾進入準決賽的國際賽事成績：
| 年份   | 賽事                 | 公開賽級別 | 項目     | 拍檔                 | 成績   |
| ------ | -------------------- | ---------- | -------- | -------------------- | ------ |
| 2014年 | 冰島羽毛球國際賽     | 國際系列賽 | 混合雙打 | 亚历山大·邦德        | 冠軍   |
| 2015年 | 冰島羽毛球國際賽     | 國際系列賽 | 女子雙打 | 阿美莱·赫兹·汉森     | 準決賽 |
| 2015年 | 歐洲青年羽毛球錦標賽 | 其他       | 混合團體 | －                   | 季軍   |
| 2015年 | 歐洲青年羽毛球錦標賽 | 其他       | 女子雙打 | 茱莉·达瓦尔·雅各布森 | 冠軍   |
| 2015年 | 克羅地亞羽毛球國際賽 | 國際系列賽 | 女子雙打 | 茱莉·芬尼-易普森     | 亞軍   |
| 2015年 | 克羅地亞羽毛球國際賽 | 國際系列賽 | 混合雙打 | 亚历山大·邦德        | 亞軍   |
| 2015年 | 保加利亞羽毛球公開賽 | 國際系列賽 | 混合雙打 | 亚历山大·邦德        | 亞軍   |
| 2016年 | 羅馬尼亞羽毛球國際賽 | 國際系列賽 | 女子雙打 | 麦尔·苏罗            | 準決賽 |
| 2016年 | 荷蘭羽毛球國際賽     | 國際系列賽 | 混合雙打 | 亚历山大·邦德        | 冠軍   |
| 2016年 | 比利時羽毛球國際賽   | 國際挑戰賽 | 混合雙打 | 亞歷山大·邦德        | 亞軍   |
| 2016年 | 布拉格羽毛球公開赛   | 國際挑戰賽 | 混合雙打 | 亞歷山大·邦德        | 準決賽 |
| 2016年 | 意大利羽毛球國際賽   | 國際挑戰賽 | 混合雙打 | 亞歷山大·邦德        | 準決賽 |
| 2017年 | 捷克羽毛球公開賽     | 國際挑戰賽 | 混合雙打 | 亞歷山大·邦德        | 準決賽 |
| 2018年 | 捷克羽毛球公開賽     | 國際挑戰賽 | 混合雙打 | 葉普·貝伊            | 亞軍   |

| 2007-2017年 | 首要超級賽 | 超級賽 | 黃金大獎賽 | 大獎賽 | 國際挑戰賽 | 國際系列賽 | 未來系列賽 | 其他 |

| 2018-2026年 | 總決賽 | 超級1000賽 | 超級750賽 | 超級500賽 | 超級300賽 | 超級100賽 | 國際挑戰賽 | 國際系列賽 | 未來系列賽 | 其他 |